# Jala
Jala là một đô thị thuộc bang Nayarit, México. Năm 2005, dân số của đô thị này là 16071 người.